# Nikolai Fjodorowitsch Gamaleja
Nikolai Fjodorowitsch Gamaleja (russisch Николай Фёдорович Гамалея, * 5. Februarjul. / 17. Februar 1859greg. in Odessa, Russisches Kaiserreich; † 29. März 1949 in Moskau) war ein russischer und sowjetischer Mikrobiologe und Epidemiologe.

## Leben und Wirken
Gamaleja studierte von 1876 bis 1880 Medizin an der damaligen Kaiserlichen Neurussischen Universität in Odessa und anschließend bis 1883 an der Militärmedizinischen Akademie in Sankt Petersburg. In den Anfangsjahren seines Studiums weilte er in den Sommersemestern mehrmals bei Felix Hoppe-Seyler an der Universität Straßburg, wo er Vorlesungen besuchte und an Seminaren über physiologische Chemie teilnahm. 1885 ging er nach Paris, um sich im Labor von Louis Pasteur auf dem Gebiet der Bakteriologie weiterzubilden. Nachdem er sich fundierte Kenntnisse über die Anwendung eines Impfstoffs gegen die Tollwut angeeignet hatte, kehrte er nach Odessa zurück und arbeitete dort mit dem späteren Nobelpreisträger I. I. Metschnikow zusammen. 1886 gründete er mit Metschnikow und Jakow Bardach nach dem Institut Pasteur in Paris das weltweit zweite bakteriologische Forschungsinstitut. Dort wurden erstmals in Russland Menschen erfolgreich gegen die Tollwut geimpft. In den folgenden Jahren weilte er häufig zu Forschungsaufenthalten und Kongressen im Ausland. 1892 wurde er in Sankt Petersburg mit der Arbeit Die Ätiologie der Cholera aus Sicht der experimentellen Pathologie promoviert. Aufgrund der Pionierleistung von Metschnikow und Gamaleja verbreitete sich in Russland das Wissen über die Ursachen, die Ausbreitung und die Bekämpfung von Infektionskrankheiten (Cholera, Typhus, Pest und Pocken).
Von 1899 bis 1908 war er Direktor des von ihm gegründeten Bakteriologischen Instituts in Odessa. Von 1912 bis 1928 leitete er in Sankt Petersburg das Jenner-Impfinstitut, wo ab 1918 Massenimpfungen gegen die Pocken durchgeführt wurden. Diese dienten als Vorbild für die gesamte Sowjetunion. Von 1930 bis 1938 war er wissenschaftlicher Direktor des Zentralinstituts für Epidemiologie und Mikrobiologie in Moskau. Ab 1938 bis zu seinem Lebensende war er Professor an der Abteilung für Mikrobiologie des 2. Moskauer Medizinischen Instituts sowie seit 1939 Leiter des Labors des Instituts für Epidemiologie und Mikrobiologie der Akademie der Medizinischen Wissenschaften der UdSSR.
In seinen letzten Lebensjahren untersuchte er Fragen der allgemeinen Immunologie und Virologie, studierte Pocken und Influenza und widmete sich intensiv dem Problem der spezifischen Behandlung von Tuberkulose.
N.F. Gamaleja, sowj. Gelehrter. Er entwickelte u. a. ein Verfahren zu Regeneration durchschnittener und herausgetrennter Nerven.
1939 wurde er korrespondierendes und 1940 Ehrenmitglied der Akademie der Wissenschaften der UdSSR. 1945 wurde er zum Mitglied der Akademie der Medizinischen Wissenschaften der UdSSR gewählt. Er erhielt zahlreiche staatliche Auszeichnungen, so 1940 und 1949 den Lenin-Orden.
Gamaleja starb im Alter von 90 Jahren, sein Grab befindet sich auf dem Nowodewitschi-Friedhof in Moskau.

## Ehrungen
Im Jahr 2017 wurde das russische staatliche Forschungszentrum für Epidemiologie und Mikrobiologie in Moskau nach ihm benannt.